# Durango (État)
Pour les articles homonymes, voir Durango.
Le Durango (prononcé en espagnol : /duˈɾaŋɡo/), officiellement l'État libre et souverain de Durango (Estado Libre y Soberano de Durango /esˈtado ˈliβɾe i soβeˈɾano de duˈɾaŋɡo/), est un État du Mexique situé au nord-ouest du centre du pays. Entouré par les États de Chihuahua, Zacatecas, Coahuila, Nayarit, Jalisco et Sinaloa, l'État du Durango occupe une superficie de 119 648 km2.
Durango est composé de 39 municipalités. Sa capitale est Durango.

## Histoire
L'État de Durango a été créé en 14 octobre 1824 et faisait, avant cette date, partie de la Nouvelle-Biscaye. Durant l'expédition du Mexique, Durango fut occupée par les forces françaises et notamment le 7e Régiment d'Infanterie de Ligne, dans lequel servit Jean-Marie Déguignet. Les Français quitteront la ville le 13 novembre 1866. Pancho Villa y naquit en 1877.

### Origine du nom
L'État et sa capitale ont pris le nom de la ville homonyme située dans la province espagnole de Biscaye.
À propos du sens du nom, Gutierre Tibon, écrivain italo-mexicain, considère qu'il signifie « vallée fertile élevée » ou « étendue humide ». Durango peut aussi être traduit par « fougère », « lieu de fougères » (fougeraie), tel qu'il apparaît dans le livre Étymologie des noms Basques d'Isaac López Mendizabal. Enfin, une autre version, dans l'Encyclopédie du Mexique, dit que Durango signifie « au-delà de l'eau ».

## Démographie
Selon le recensement de 2015, Durango, avec 1 754 754 habitants, occupe la 24e position des 32 entités fédérales du pays.
86 % de la population est catholique.
Malgré la faible densité démographique avec seulement 12 habitants par km2, 60 % de la population est concentrée dans seulement trois des 39 municipalités : Durango, Gómez Palacio et Lerdo. Le reste vit dans des petites localités : 6 258 communautés se trouvent dans l'État dont 82 % ont moins de 100 habitants.
Environ 67 % de la population vit en milieu urbain, en dessous de la moyenne nationale de 76 %.

### Groupes ethniques

#### Indigènes
Sur les 65 groupes ethniques qui existent au Mexique, cinq groupes ethniques résident dans le territoire de Durango : Tepehuanes ou O'dam, Mexicaneros ou Nahuatl, Huichol, Cora et Tarahumara ou Rarámuris.
Au moins 2 % de la population de plus de 5 ans parle une langue indigène, dont 80 % appartenaient à l'ethnie Tepehuan, indigène de l'État. D'autres groupes autochtones plus petits comprennent le Huichol et le Mexicaneros, le dernier d'une descendance inconnue et qui parlent une variété de Nahuatl.
Actuellement, la population indigène dans l'État de Durango est d'environ 29 000 personnes, le groupe majoritaire est Tepehuane suivi par le Huichol avec moins de 10 %, le Cora, le Mexicanero Nahuatl et le Tarahumara.

#### Mennonites
Les mennonites sont un groupe ethnique important résidant dans l'État depuis près d'un siècle après leur arrivée au Mexique depuis le Canada. Environ 20 000 mennonites de langue allemande résident dans des communautés isolées dans la région semi-aride de l'État, surtout dans la municipalité de Nuevo Ideal.

## Culture

### Durango terre du cinéma

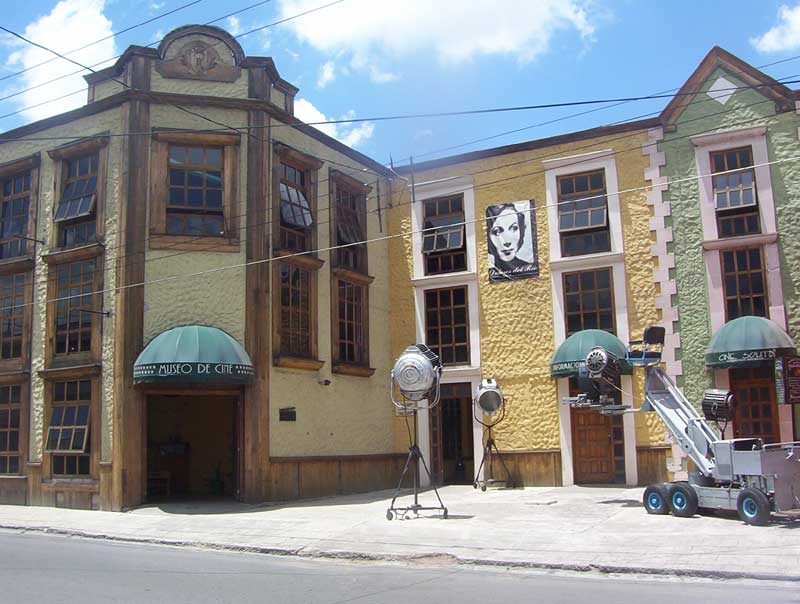
Musée du Cinéma.

De nombreux films ont été tournés à Durango depuis les années 1950. Ils profitent d'un plateau de tournage, des décors naturels et de couleurs en extérieur réputées très bonnes.
Parmi les quelque 250 films nationaux et internationaux, on peut citer :
- Cristeros (2012) : avec Andy García et Eva Longoria
- Dragonball Evolution (2009) : dirigé par James Wong
- Kanthaswamy (2009) : film indien de Susi Ganesan
- Bandidas (2006) : produit par Luc Besson
- Le Masque de Zorro (1998) : avec Anthony Hopkins, Antonio Banderas et Catherine Zeta-Jones
- Lancelot, le premier chevalier (1995) : avec Sean Connery et Richard Gere
- Pionniers malgré eux (1994) : avec John Candy et John C. McGinley
- Vengeance (1990) : avec Kevin Costner et Anthony Quinn
- Permis de tuer (1989) : James Bond avec Timothy Dalton
- Les Maîtres de l'ombre (1989) : avec Paul Newman
- Old Gringo (1989) : avec Jane Fonda et Gregory Peck
- Les Coulisses du pouvoir (1986) : avec Richard Gere et Denzel Washington
- Little Treasure (1985) : avec Burt Lancaster
- L'Homme des cavernes (1981) : avec Ringo Starr
- En route vers le sud (1978) : avec Jack Nicholson
- La Pluie du diable (1975) : avec John Travolta
- Les Cordes de la potence (1973) : avec John Wayne
- Les Voleurs de trains (1973) : avec John Wayne
- Pat Garrett et Billy le Kid (1973) : avec Bob Dylan
- Big Jake (1971) : avec John Wayne
- Chisum (1970) : avec John Wayne
- Un homme nommé cheval (1970) : avec Richard Harris
- Cent dollars pour un shérif (1969) : avec John Wayne
- La Caravane de feu (1967) : avec Kirk Douglas et John Wayne
- Major Dundee (1965) : avec Charlton Heston
- Les Quatre Fils de Katie Elder (1965) : avec John Wayne
- Le Vent de la plaine (1960) : avec Burt Lancaster et Audrey Hepburn
- Les Sept Mercenaires (1960) : avec Yul Brynner, Steve McQueen, Charles Bronson
- L'Aventurier du Rio Grande (1959) : avec Robert Mitchum et Julie London
- Les Implacables (1955) : avec Clark Gable
- Plumes blanches (1954) : premier film commercial tourné à Durango
- L'heure du train à Durango, Mexique (1889) : titre original Train Hour in Durango, Mexico[5]
- Jour de lessive au Mexique (1888) : titre original Wash Day in Mexico[6]

### Musique
- Style de musique et une danse propre à cet État : le Pasito duranguense
- Instrument de musique : la petite harpe de Durango.

### Gastronomie
- Caldillo Durangueño : bouillon au piment rouge avec de la viande de bœuf
- Gordita : tortilla de maïs épaisse et fourrée

### Événements culturels et festivals
Les deux évènements majeurs annuels sont la Féria de Durango, qui débute peu avant l´anniversaire de la fondation de la capitale de l´État Victoria de Durango (le 8 juillet), ainsi que le festival Revueltas, en octobre, ce dernier étant dirigé par l´ICED, Institut Culturel de l´État de Durango.

## Économie
Gómez Palacio, Lerdo et Torreón (cette dernière est dans l'État de Coahuila) forment une agglomération, la laguna, et un pôle industriel important. Parts des apports dans le PIB de l'État :
- services aux personnes : 23,9 %
- petits commerces, hôtels et restauration : 18 %
- industries : 17,6 %
- agriculture : 13,1 %
- services financiers : 11,9 %
- transport et communication : 8,5 %
- minerais : 3,6 %
- construction : 2,5 %
- électricité, gaz, eau : 1,8 %

## Géographie

### Flore et faune
| Flore et faune    |                     |                       |                       |                  |
|                   |                     |                       |                       |                  |
| Ours noir         | Puma                | Grizzli               | Centruroides suffusus | Aigle royal      |
|                   |                     |                       |                       |                  |
| Dindon sauvage    | Crotale cascabelle  | Odocoileus hemionus   | Loup du Mexique       | Mouflon canadien |
|                   |                     |                       |                       |                  |
| Abies durangensis | Figuier de Barbarie | Echinocactus grusonii | Cactus rustique       | Pin ponderosa    |

## Personnalités célèbres
- Guadalupe Victoria, premier président du Mexique
- Pancho Villa, révolutionnaire de la révolution mexicaine
- Domingo Arrieta León, révolutionnaire de la révolution mexicaine
- Norberto Rivera Carrera, archevêque pima du Mexique
- Francisco Zarco, journaliste
- Dolores del Río, actrice
- Silvestre Revueltas, musicien
- Ricardo Castro, musicien
- Juan Bautista Ceballos, président par intérim du Mexique
- Ramón Novarro, acteur
- Francisco González de la Vega, juriste
- José Revueltas, écrivain
- Fanny Anitúa, chanteuse d'opéra
- Andrea Palma, actrice
- Carlos Graef Fernández, physicien et mathématicien